# Carex mokkwaensis
Espèce
Classification phylogénétique
Carex mokkwaensis est une espèce de plantes du genre Carex et de la famille des Cyperaceae.